# Церква Архістратига Михаїла (Стрий)
Церква Архістратига Михаїла (колишній костел Святого Йосифа) — діюча церква у місті Стрию збудована у 1907—1912 роках у стилі модерн з елементами неоготики, пам'ятка архітектури місцевого значення.

## Історія
1907 року архієпископ Юзеф Більчевський освятив наріжний камінь під будівництво костелу святого Йосифа сестер-серафіток римо-католицького обряду, які розпочали свою діяльність у Стрию у 1897 році.

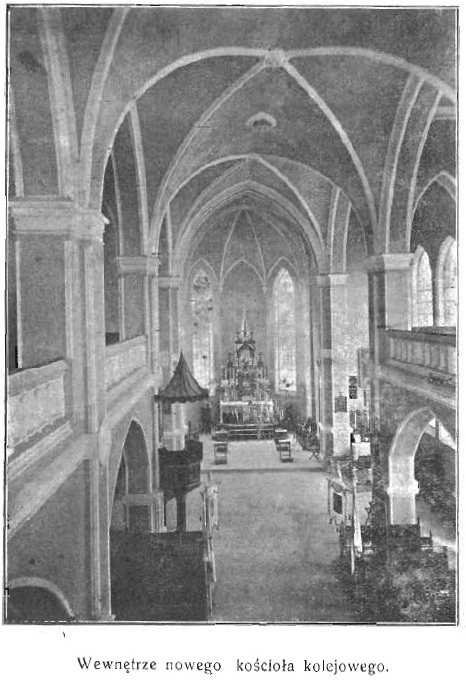
Внутрішній вигляд костелу, поч. XX століття

Основне будівництво велося впродовж 1910—1912 років. При костелі споруджено будівлю для законниць, що служили при ньому (тепер це будівля середньої школи № 8). Костел працював до 1945 року.
За радянських часів тут спочатку був склад металу, пізніше меблів, цукру та інших товарів. Всі церковні цінності були розкрадені.
На початку 1990-х років частина стриян з о. Михайлом Будником створила окрему православну парафію у приміщенні костелу Святого Йосифа. Парафія зробила ремонт церкви та встановила іконостас. 1999 року громада зареєструвалася як парафія православної церкви Київського патріархату.

## Будівля
Костел колись будувався у стилі модерн з елементами неоготики, особливо фронтальна частина. Основний корпус будівлі — двоярусний, форми базиліки, вікон і трьох вхідних дверей мають конусоподібну арку, вікна спільні для обох ярусів, великі, оздоблені вітражами із кольорового скла пропускають багато світла.
Вгорі на фасаді є ніша для фігури Святого Йосифа. Костел має типовий шпиль увінчаний вертикальним хрестом. Бокові стіни мають пілястри, але, мабуть, більше виконують роль контрфорсів. Центральні двері розміщені у глибині фронтальної стіни, що ніби є внутрішнім порталом.

## Світлини

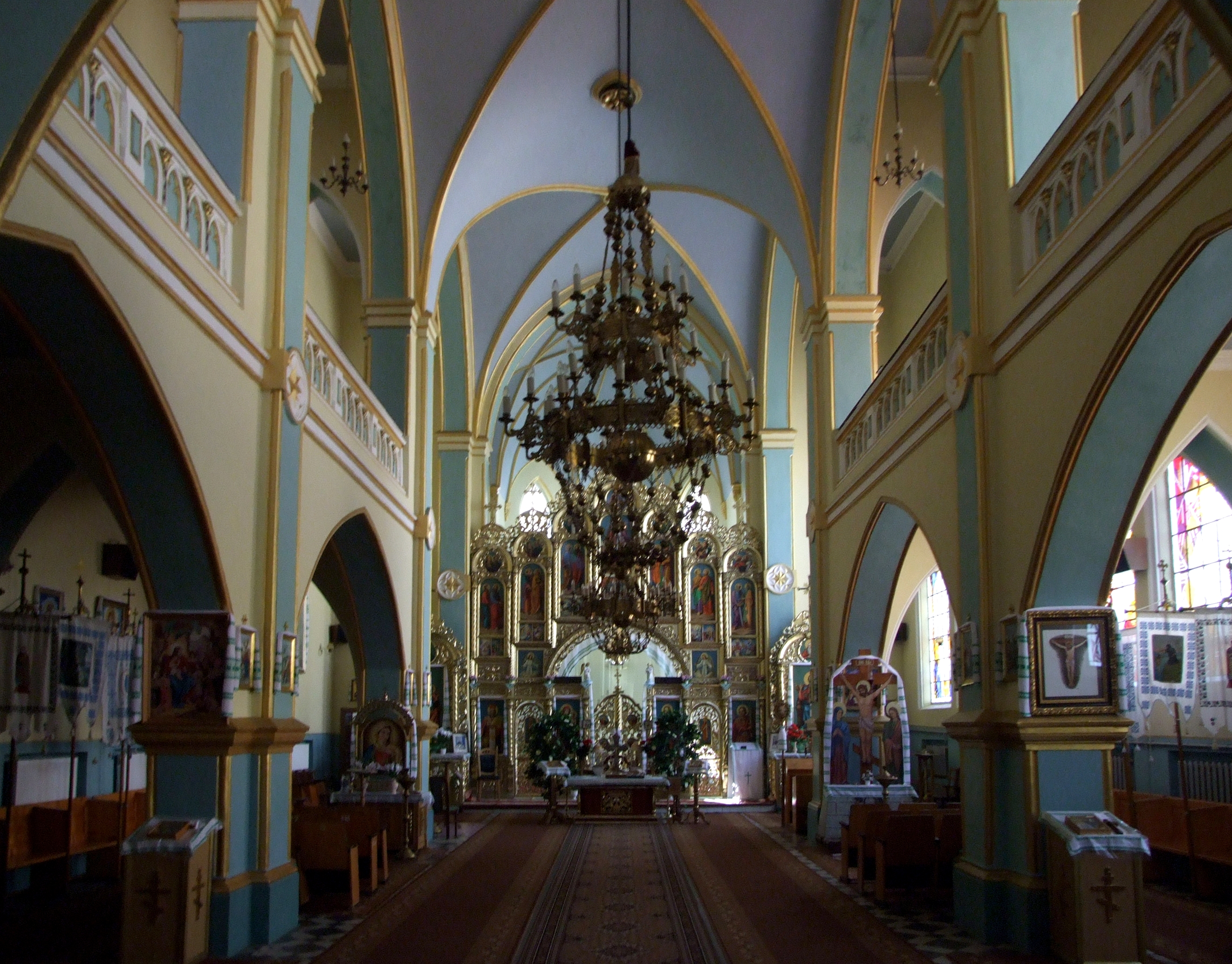
Внутрішній вигляд церкви, 2012 рік
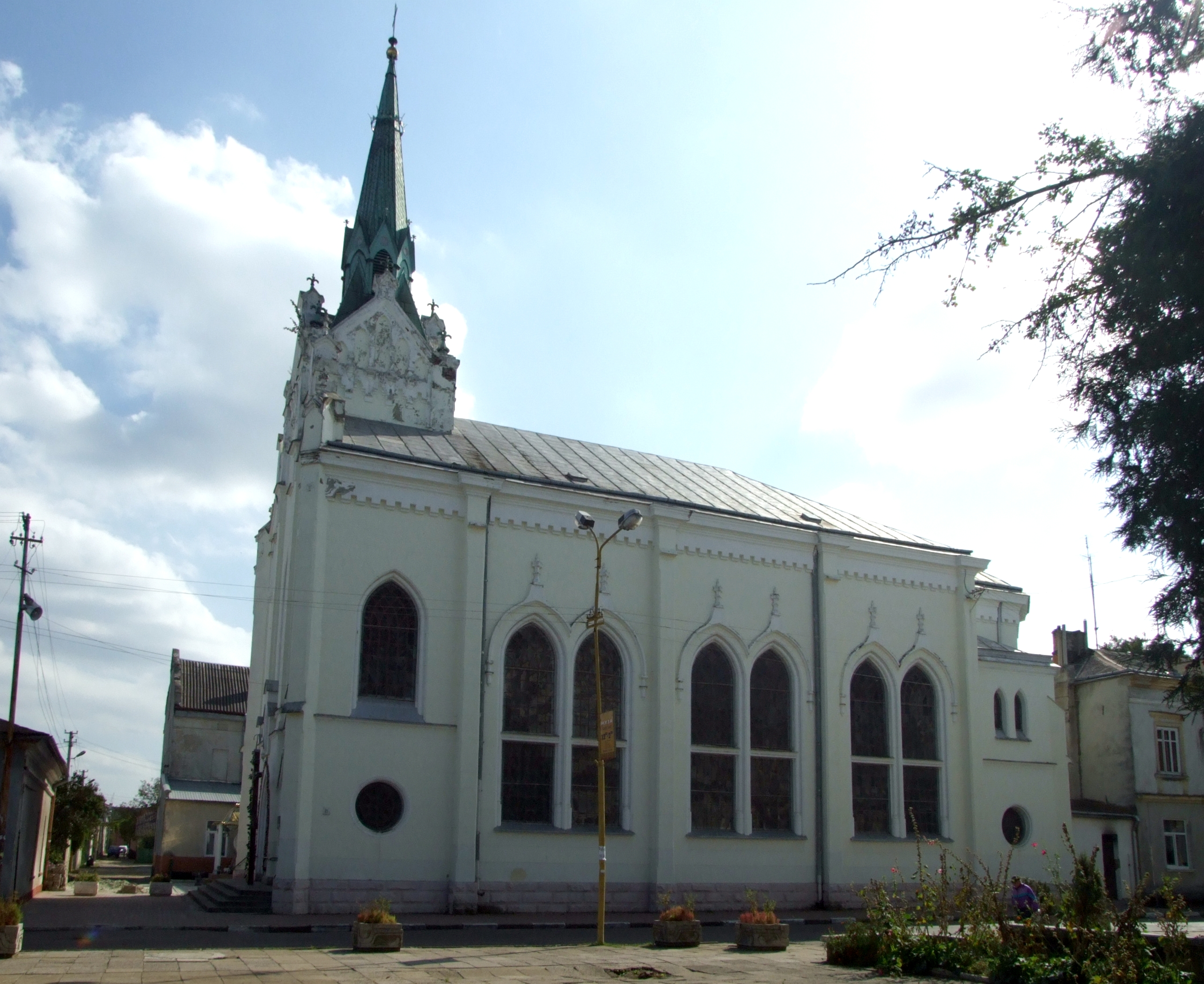
Вигляд церкви з вулиці С. Крушельницької, 2012 рік
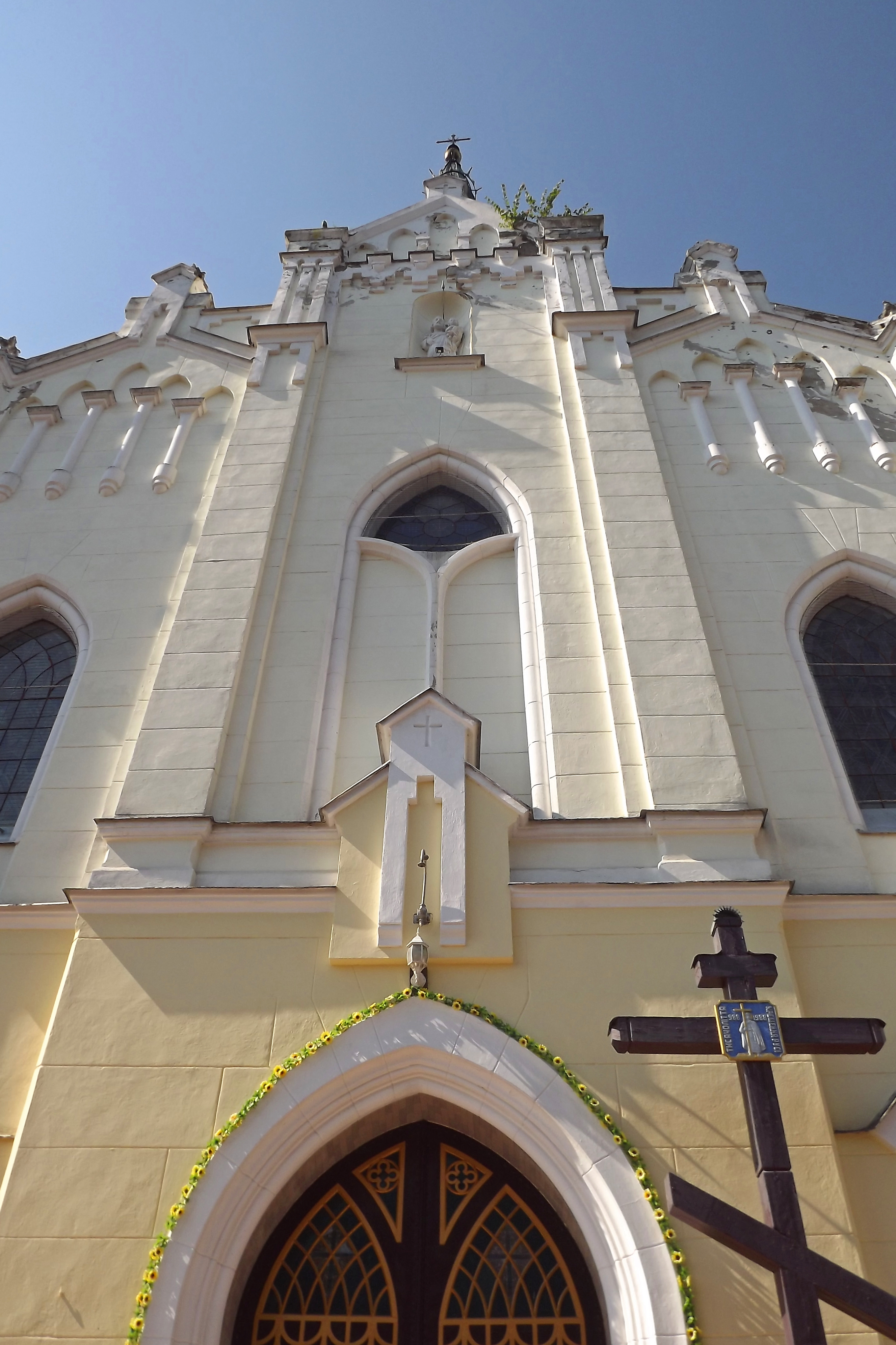
Фасад церкви, 2016 рік
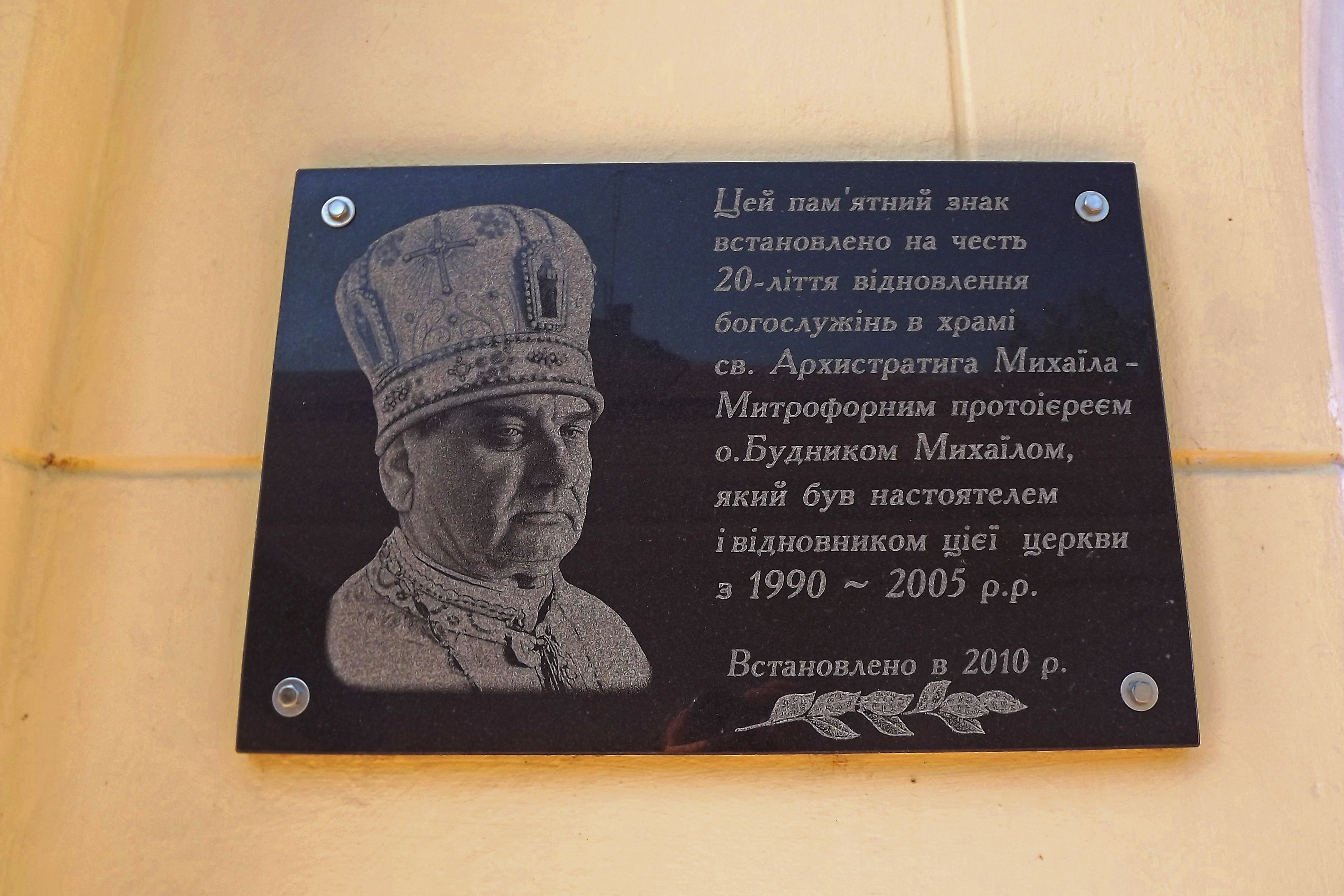
Меморіальна дошка на будівлі, 2015 рік